# Недобія
Недобія — річка в Україні, у Старокостянтинівському і Шепетівському району Хмельницької області. Права притока Муховця (басейн Дніпра).

## Опис
Довжина річки 12 км. Формується з багатьох безіменних струмків та водойм. Площа басейну 29,8 км².

## Розташування
Бере початок на південному заході від Зеленців. Тече переважно на північний захід через Криницю, Пеньки і на північному сході від Брикулі впадає у річку Муховець, праву притоку Хомори.